# Іво Тиярдович
І́во Тия́рдович (хорв. Ivo Tijardović; 18 вересня 1895, Спліт — 19 березня 1976, Загреб) — хорватський композитор, музично-громададський діяч і театральний художник.

## Біографія
Навчався у Спліті, потім у А. Ішпольда у Відні. У 1922—29 роках працював художником і диригентом у Сплітському театрі, у 1933—39 роках керував його музичною частиною, потім у 1939—41 роках був художнім керівником цього театру. У 1945—1949 роках очолював Хорвацький національний театр у Загребі, у 1949—54 роках — оркестр Загребської філармонії. У 1945—47 роках був головою Спілки композиторів Хорватії.
1970 року отримав Премію Владимира Назора за значні досягнення у музиці.
У своїй творчості Тиярдович використовував музичний фольклор Адріатичного узбережжя.

## Твори
- оперети (7), у тому числі «Маленька Флора» («Mala Floramye», 1926), «Сплітська акварель» («Splitski akvarel», 1928);
- опери — «Труби на Адріатиці» («Dimnjaci uz Jadran», 1951), присвячена подіям народно-визвольного руху 1941—1945 (був його учасником), «Марко Поло» (1955) і «Діоклетіан» (1963);
- балет «Партизанське коло» («Partizansko kolo», 1945, Спліт);
- кантата «Плач матері над мертвим сином» («Plac majke nad mrtvim sinom», 1964);
- 2 програмні оркестрові увертюри (1956, 1964);
- інструментальні п'єси, хори, масові пісні.